# كاسين (ورزقان)
كاسين هي قرية في مقاطعة ورزقان، إيران. عدد سكان هذه القرية هو 1,917 في سنة 2006.